# Avdéievka (Bélgorod)
|  | Per a altres significats, vegeu «Avdéievka». |

Avdéievka - Авдеевка (rus) - és un poble de l'óblast de Bélgorod, a Rússia. El 2016 tenia 98 habitants. Pertany al districte (raion) de Prókhorovka.